# Forcipomyia persa
Forcipomyia persa är en tvåvingeart som beskrevs av Liu , Yan, Liu, Hao, Liu och Yu 2001. Forcipomyia persa ingår i släktet Forcipomyia och familjen svidknott.
Artens utbredningsområde är Beijing (Kina). Inga underarter finns listade i Catalogue of Life.